# Sommelet-Synthese
Die Sommelet-Synthese ist eine Namensreaktion der Organischen Chemie und benannt nach Marcel Sommelet, der die Reaktion 1913 zuerst beschrieb. Unter der Sommelet-Synthese versteht man die Umsetzung von Alkylhalogeniden, besonders von Benzylhalogeniden, mit Hexamethylentetramin (Urotropin) zu Aldehyden. Bekannt ist die Reaktion auch unter den Bezeichnungen: Sommelet-Reaktion, Sommelet-Oxidation oder Sommelet-Aldehyd-Synthese.

## Reaktionsmechanismus
Der Mechanismus der Sommelet-Reaktion wurde im Laufe der Jahre öfter untersucht. Exemplarisch wurde meist die Reaktion von Benzylhalogenid mit Hexamethylentetramin betrachtet. Längere Zeit ging man davon aus, dass ein Benzylamin und ein primäres Imin des Formaldehyds entstehen, die dann einem intermolekularen Hydrogentransfer unterliegt. Dabei sollte dann das primäre Imin des Benzaldehyds entstehen, das dann zum Benzaldehyd hydrolysiert wird. Allerdings sprechen bestimmte Formamide als Nebenprodukte gegen diese Vermutung.
Alternativ wird der Mechanismus anhand der Reaktion von Benzylchlorid mit Hexamethylentetramin folgendermaßen beschrieben: Im ersten Schritt wird Benzylchlorid 1 mit Hexamethylentetramin 2 zur Reaktion gebracht, indem ein nucleophiler Angriff des Stickstoffs auf das benachbarte, positiv polarisierte Kohlenstoffatom zum Chlor geschieht. Es entsteht ein quartäres Hexaminiumsalz 3. Das abgespaltene Chloridion sorgt im nächsten Schritt für eine Deprotonierung des Hexaminiumsalzes. Dann wird das entstandene Iminiumion 4 hydrolysiert, so dass Benzaldehyd 7 erhalten wird.